# Carex grandiligulata
Carex grandiligulata är en halvgräsart som beskrevs av Georg Kükenthal. Carex grandiligulata ingår i släktet starrar, och familjen halvgräs. Inga underarter finns listade i Catalogue of Life.